# Parafrance
ParaFrance Communication est une société française de production, de distribution de films et d'exploitation de salles. Elle est active de 1963 à 1991.

## Historique
Parafrance est le nom de l'implantation française de la Paramount américaine[réf. nécessaire].
Parafrance cesse ses activités d'exploitant de salles de cinéma en 1986 lorsque le gouvernement décide de restreindre le nombre de circuits nationaux de distribution et oblige la société à vendre ses salles à ses concurrents (MK2, Gaumont, Pathé, UGC).
La société a été radiée le 30 novembre 1993.

## Filmographie

### Production / Coproduction
- 1968 : Mazel Tov ou le Mariage de Claude Berri
- 1968 : L'Enfance nue de Maurice Pialat
- 1970 : Yehudi Menuhin, chemin de lumière de François Reichenbach
- 1971 : La Part des lions de Jean Larriaga
- 1972 : Les Intrus de Sergio Gobbi
- 1973 : Pourquoi Israël de Claude Lanzmann
- 1975 : Emmanuelle l'antivierge de Francis Giacobetti
- 1977 : Good-bye, Emmanuelle de François Leterrier
- 1981 : Le Choix des armes d'Alain Corneau
- 1982 : Tir groupé de Jean-Claude Missiaen
- 1983 : Édith et Marcel de Claude Lelouch
- 1984 : L'Année des méduses de Christopher Frank
- 1984 : Les Voleurs de la nuit de Samuel Fuller
- 1984 : Gwendoline de Just Jaeckin

### Distribution
- 1963 : Shock Corridor de Samuel Fuller
- 1983 : Prénom Carmen de Jean-Luc Godard
- 1968 : Duel dans le Pacifique (Hell in the Pacific) de John Boorman
- 1968 : Mazel Tov ou le Mariage de Claude Berri
- 1968 : Charly de Ralph Nelson
- 1968 : L'Enfance nue de Maurice Pialat
- 1970 : Céleste de Michel Gast
- 1970 : Les Novices de Guy Casaril, Claude Chabrol
- 1970 : Un condé d'Yves Boisset
- 1970 : Du soleil plein les yeux de Michel Boisrond
- 1970 : Le Boucher de Claude Chabrol
- 1970 : Cran d'arrêt d'Yves Boisset
- 1971 : La Décade prodigieuse de Claude Chabrol
- 1971 : La Part des lions de Jean Larriaga
- 1971 : Pays de cocagne de Pierre Étaix
- 1972 : Chut ! de Jean-Pierre Mocky
- 1972 : Mimi métallo blessé dans son honneur (Mimì metallurgico ferito nell'onore) de Lina Wertmüller
- 1973 : L'Affaire Crazy Capo de Patrick Jamain
- 1973 : L'Insolent de Jean-Claude Roy
- 1973 : Les Voraces de Sergio Gobbi
- 1974 : Emmanuelle de Just Jaeckin
- 1975 : Emmanuelle l'antivierge de Francis Giacobetti
- 1975 : Véronique ou l'été de mes 13 ans de Claudine Guillemin
- 1975 : La Fille du garde-barrière de Jérôme Savary
- 1976 : Le Jardin des supplices de Christian Gion
- 1976 : Marie-poupée de Joël Seria
- 1977 : La Menace d'Alain Corneau
- 1977 : L'Imprécateur de Jean-Louis Bertuccelli
- 1977 : Un taxi mauve d'Yves Boisset
- 1977 : Les Loulous de Patrick Cabouat
- 1977 : Une fille cousue de fil blanc de Michel Lang
- 1977 : La Rose de Jean-Paul Cambron
- 1978 : Plein les poches pour pas un rond de Daniel Daërt
- 1978 : Le Triangle de Vénus de Hubert Frank
- 1978 : Mélodie pour un tueur (Fingers) de James Toback
- 1978 : Ça fait tilt de André Hunebelle
- 1978 : Mort sur le Nil (Death on the Nile) de John Guillermin
- 1979 : Le Vainqueur (Running) de Steven Hilliard Stern
- 1979 : Buffet froid de Bertrand Blier
- 1979 : Corps à cœur de Paul Vecchiali
- 1979 : L'Ultime Attaque (Zulu Dawn) de Douglas Hickox
- 1979 : Quadrophenia de Franc Roddam
- 1979 : Les Givrés d'Alain Jaspard
- 1979 : L'Adolescente de Jeanne Moreau
- 1980 : Un mauvais fils de Claude Sautet
- 1980 : Journal d'une maison de correction de Georges Cachoux
- 1980 : Une semaine de vacances de Bertrand Tavernier
- 1980 : Rodriguez au pays des merguez de Philippe Clair
- 1981 : Une étrange affaire de Pierre Granier-Deferre
- 1981 : Hôtel des Amériques d'André Téchiné
- 1981 : Coup de torchon de Bertrand Tavernier
- 1981 : Conte de la folie ordinaire de Marco Ferreri
- 1981 : Beau-père de Bertrand Blier
- 1981 : Les Uns et les autres de Claude Lelouch
- 1981 : New York 1997 (Escape from New York) de John Carpenter
- 1981 : Celles qu'on n'a pas eues de Pascal Thomas
- 1982 : La Baraka de Jean Valère
- 1982 : Paradis pour tous d'Alain Jessua
- 1982 : Que les gros salaires lèvent le doigt ! de Denys Granier-Deferre
- 1982 : Tir groupé de Jean-Claude Missiaen
- 1982 : L'État de bonheur... permanent de Maria Koleva
- 1982 : Passion de Jean-Luc Godard
- 1982 : La Passante du Sans-Souci de Jacques Rouffio
- 1982 : L'Honneur d'un capitaine de Pierre Schoendoerffer
- 1982 : L'Étoile du Nord de Pierre Granier-Deferre
- 1982 : Le Camion de la mort (Warlords of the 21st Century) d'Harley Cokeliss
- 1983 : Debout les crabes, la mer monte ! de Jean-Jacques Grand-Jouan
- 1983 : Class de Lewis John Carlino
- 1983 : Œil pour œil (Lone Wolf McQuade) de Steve Carver
- 1983 : Édith et Marcel de Claude Lelouch
- 1983 : Effraction de Daniel Duval
- 1984 : Réveillon chez Bob de Denys Granier-Deferre
- 1984 : Sauvage et Beau de Frédéric Rossif, Jean-Charles Cuttoli
- 1984 : La Tête dans le sac de Gérard Lauzier
- 1984 : Sang pour sang (Blood Simple) de Joel et Ethan Coen
- 1984 : Tir à vue de Marc Angelo
- 1984 : Le Sang des autres de Claude Chabrol
- 1984 : Femmes de personne de Christopher Frank
- 1984 : L'Affrontement (Harry and Son) de Paul Newman
- 1984 : Mesrine d'André Génovès
- 1984 : Les Voleurs de la nuit de Samuel Fuller
- 1984 : Broadway Danny Rose de Woody Allen
- 1984 : Rue barbare de Gilles Béhat
- 1985 : Tristesse et beauté de Joy Fleury
- 1985 : Signé Charlotte de Caroline Huppert
- 1985 : Urgence de Gilles Béhat
- 1985 : Palace d'Édouard Molinaro
- 1985 : L'Été prochain de Nadine Trintignant
- 1991 : Sam suffit de Virginie Thévenet